# Canehan
Canehan és un municipi francès situat al departament del Sena Marítim i a la regió de Normandia. L'any 2007 tenia 317 habitants.

## Demografia

### Població
El 2007 la població de fet de Canehan era de 317 persones. Hi havia 120 famílies de les quals 24 eren unipersonals (24 dones vivint soles i 24 dones vivint soles), 40 parelles sense fills, 52 parelles amb fills i 4 famílies monoparentals amb fills.
La població ha evolucionat segons el següent gràfic:
Habitants censats

### Habitatges
El 2007 hi havia 139 habitatges, 124 eren l'habitatge principal de la família, 12 eren segones residències i 3 estaven desocupats. 135 eren cases i 3 eren apartaments. Dels 124 habitatges principals, 113 estaven ocupats pels seus propietaris, 10 estaven llogats i ocupats pels llogaters i 1 estava cedit a títol gratuït; 3 tenien dues cambres, 17 en tenien tres, 53 en tenien quatre i 51 en tenien cinc o més. 91 habitatges disposaven pel capbaix d'una plaça de pàrquing. A 52 habitatges hi havia un automòbil i a 62 n'hi havia dos o més.

### Piràmide de població
La piràmide de població per edats i sexe el 2009 era:
| Homes | Edats   | Dones |
| ----- | ------- | ----- |
| 0     | 95 o +  | 0     |
| 0     | 90 a 94 | 0     |
| 0     | 85 a 89 | 8     |
| 0     | 80 a 84 | 0     |
| 8     | 75 a 79 | 4     |
| 20    | 70 a 74 | 12    |
| 8     | 65 a 69 | 20    |
| 0     | 60 a 64 | 0     |
| 4     | 55 a 59 | 4     |
| 12    | 50 a 54 | 4     |
| 8     | 45 a 49 | 12    |
| 16    | 40 a 44 | 8     |
| 8     | 35 a 39 | 8     |
| 16    | 30 a 34 | 20    |
| 8     | 25 a 29 | 8     |
| 8     | 20 a 24 | 12    |
| 8     | 15 a 19 | 4     |
| 8     | 10 a 14 | 8     |
| 12    | 5 a 9   | 4     |
| 12    | 0 a 4   | 20    |

## Economia
El 2007 la població en edat de treballar era de 211 persones, 156 eren actives i 55 eren inactives. De les 156 persones actives 144 estaven ocupades (83 homes i 61 dones) i 12 estaven aturades (3 homes i 9 dones). De les 55 persones inactives 24 estaven jubilades, 14 estaven estudiant i 17 estaven classificades com a «altres inactius».

### Ingressos
El 2009 a Canehan hi havia 130 unitats fiscals que integraven 350 persones, la mediana anual d'ingressos fiscals per persona era de 16.115 €.

### Activitats econòmiques
Dels 4 establiments que hi havia el 2007, 1 era d'una empresa extractiva, 1 d'una empresa de construcció, 1 d'una empresa financera i 1 d'una empresa de serveis.
L'any 2000 a Canehan hi havia 9 explotacions agrícoles.

## Equipaments sanitaris i escolars
El 2009 hi havia una escola elemental integrada dins d'un grup escolar amb les comunes properes formant una escola dispersa.

## Poblacions més properes
El següent diagrama mostra les poblacions més properes.